# جان كلود لا ماري
جان كلود لا ماري هو كاتب سيناريو ومخرج وممثل هايتي وأمريكي، ولد في 2 فبراير 1973 ببروكلين في الولايات المتحدة.

## أعمال

### أفلام
- (1992) مالكوم إكس[4]

## وصلات خارجية
- جان كلود لا ماري على موقع IMDb (الإنجليزية)
- جان كلود لا ماري على موقع ألو سيني (الفرنسية)
- جان كلود لا ماري على موقع قاعدة بيانات الفيلم (الإنجليزية)
- جان كلود لا ماري على موقع كينوبويسك (الروسية)